# On The Shore
On the Shore es el segundo y último álbum de estudio del grupo de folk británico Trees. Fue grabada en octubre de 1970 y editado en enero de 1971 por CBS Records (64168). Más tarde fue reeditado en CD por el sello BGO.
La portada de On the Shore fue diseñada por Hipgnosis. Las fotografías de la portada fueron tomadas en el The Hill Garden, parte de Inverforth House (casa de Inverforth), Hampstead Heath en el noroeste de Londres, diseñado por el arquitecto de paisaje Thomas Mawson. El modelo en la foto era Katie Meehan, hija de Tony Meehan de The Shadows.

## Lista de canciones
1. "Soldiers Three" (tradicional) – 1:51
2. "Murdoch" (Bias Boshell) – 5:10
3. "Streets of Derry" (tradicional) – 7:32
4. "Sally Free and Easy" (Cyril Tawney) – 10:11
5. "Fool" (Boshell, David Costa) – 5:21
6. "Adam's Toon" (A. Della Halle) – 1:10
7. "Geordie" (tradicional) – 5:06
8. "While the Iron is Hot" (Boshell) – 3:21
9. "Little Sadie" (tradicional) – 3:11
10. "Polly on the Shore" (tradicional) – 6:08

## Edición SONY/BMG 2007 disco 2
1. "Soldiers Three" (remix)
2. "Murdoch" (remix)
3. "Streets of Derry" (remix)
4. "Fool" (remix)
5. "Geordie" (remix)
6. "Little Sadie" (remix)
7. "Polly on the Shore" (remix)
8. "Forest Fire" (sesión en la BBC de 1971)
9. "Little Black Cloud" (demo de 1970)

## Créditos
- Celia Humphris - voz
- Barry Clarke - guitarra principal, dulcimer
- David Costa - guitarra cústica y guitarra de 12 cuerdas, mandolina
- Bias Boshell - bajo, voz, piano, guitarra acústica de 12 cuerdas
- Unwin Brown - batería, voz, pandereta

- Producido por Tony Cox
- Ingeniero de sonido Vic Gramm
- Grabado en octubre de 1970 en Sound Techniques, Londres
- En CD 1;
  - Tony Cox - bajo en pista 4, arrreglos en pista 8
  - Michael Jefferies arpa/harp en pista 8
  - Partly recorded at Island Studios, London. Ingeniero de sonido Roger Quested.
  - Remasterizado en enero de 2007 por Paschal Byrne, Audio Archive, Londres.
- En CD 2;
  - Preproducción y reestauración por Bias Boshell
  - Teclados adicionales y arreglos por Bias Boshell
  - Guitarra acústica en intro de tema 2 grabado por Raf Costa
  - Pistas de 01-07 mezcladas en enero de 2007 por Adrian Hardy, Bias Boshell y David Costa en Panic, Londres
  - Pista 8 fue producida por John Muir y grabada por Bob Harris Show, BBC Radio 1, date of first transmission 8 February 1971. Remasterizada por Adrian Hardy en Panic, Londres.

- Datos: Q7091536